# Вудбајн (Њу Џерзи)
Вудбајн (енгл. Woodbine) град је у америчкој савезној држави Њу Џерзи.

## Демографија
По попису из 2010. године број становника је 2.472, што је 244 (-9,0%) становника мање него 2000. године.
| Група             | 2000.         | 2010.         |
| Белци             | 1.253 (46,1%) | 1.268 (51,3%) |
| Афроамериканци    | 880 (32,4%)   | 611 (24,7%)   |
| Азијати           | 3 (0,1%)      | 18 (0,7%)     |
| Хиспаноамериканци | 577 (21,2%)   | 574 (23,2%)   |
| Укупно            | 2.716         | 2.472         |